# Olympische Sommerspiele 1980/Teilnehmer (Andorra)
| Gelbes Symbol für Goldmedaillen mit stilisierten Olympischen Ringen | Graues Symbol für Silbermedaillen mit stilisierten Olympischen Ringen | Braundes Symbol für Bronzemedaillen mit stilisierten Olympischen Ringen |
| ------------------------------------------------------------------- | --------------------------------------------------------------------- | ----------------------------------------------------------------------- |
| —                                                                   | —                                                                     | —                                                                       |

Andorra nahm an den Olympischen Sommerspielen 1980 in Moskau (UdSSR) teil. Es nahmen zwei Sportschützen teil. Aufgrund des Boykotts der Olympischen Spiele traten die Sportler unter der olympischen Flagge an.

## Teilnehmer nach Sportarten

### Schießen
- Francesco Gaset
Trap: 24. Platz

- Joan Tomas
Trap: 26. Platz